# Akamai Technologies
Akamai Technologies (NASDAQ : AKAM) est une société américaine spécialisée dans la mise à disposition de serveurs de cache pour les entreprises. La mise en cache de contenu Web permet une économie de débit Internet, économie particulièrement intéressante pour les sites à très fort trafic. Le siège social d'Akamai se trouve à Cambridge dans le Massachusetts, et sa filiale française est basée à Paris.

## Historique

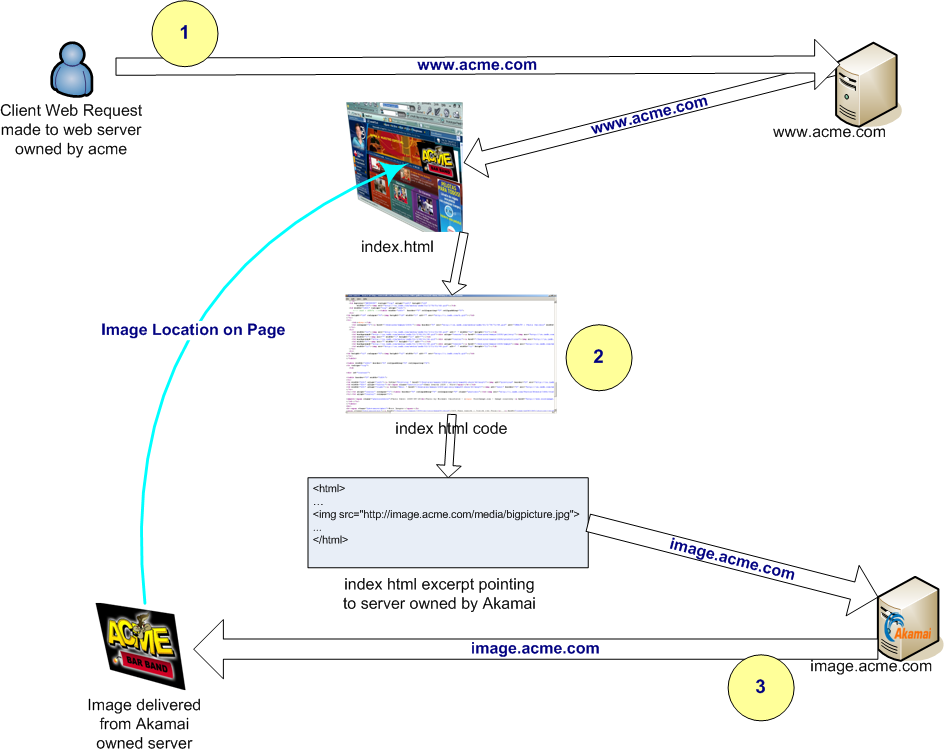
Exemple de process Akamai

Akamai est un mot hawaïen signifiant intelligent. La société n'a cependant aucun lien avec Hawaï.
Le réseau informatique d'Akamai est doté d'une architecture de plus de 100 000 serveurs à travers le monde, répartis dans 135 pays différents. Les contenus web stockés en cache sont distribués à l'identique sur chacun de leurs réseaux. Les requêtes provenant des clients de ces réseaux sont alors redirigées non pas vers la source originale mais vers la copie « locale » la plus proche.
De nombreux sites utilisent ces services de cache, depuis des sites de gros médias (le New York Times, Reuters) à ceux de grandes entreprises du secteur de l'informatique (Microsoft, Apple, Adobe, Logitech, Facebook), en passant par des sites de commerce en ligne tels que Voyages-sncf.com, le site des Galeries Lafayette, les télévisions comme France 2, TF1 ou AlloCiné.
La société a été fondée par un jeune diplômé du MIT, Daniel Lewin. Passager de l'un des avions qui se sont écrasés sur les tours du World Trade Center lors des attentats du 11 septembre 2001, il y trouva la mort à l'âge de 31 ans.
En 2013, Tom Leighton est nommé au poste de directeur général.

## Actionnaires
Liste des principaux actionnaires au 11 septembre 2021:
| The Vanguard Group                                      | 10,3 % |
| Office d'investissement du régime de pensions du Canada | 4,52 % |
| ClearBridge Investments                                 | 3,69 % |
| Nordea Investment Management (Danemark)                 | 3,29 % |
| Generation Investment Management (en)                   | 3,12 % |
| First Trust Advisors                                    | 2,55 % |
| Capital Research & Management                           | 2,43 % |
| Viking Global Investors (en)                            | 2,31 % |
| BlackRock                                               | 2,24 % |